# Butterfly (musikalbum)
Butterfly är ett musikalbum med den brittiska musikgruppen The Hollies utgivet i oktober 1967 på skivbolaget Parlophone. Albumet är gruppens mest äventyrslystna och experimentella verk, och den närmast perfekta fusionen av gruppens klassiska pop och studioexperiment, ovanlig instrumentering och annorlunda låtstrukturer har gett albumet rykte (både bland fans och kritiker) som gruppens bästa.
Albumet släpptes i USA och Kanada under namnet Dear Eloise / King Midas in Reverse. Den amerikanska utgåvan hade en annan låtordning. "Try It" och "Elevated Observations?" var borttagna medan den dåvarande aktuella "King Midas in Reverse", gruppens mest komplexa singelskiva, var tillagd.
Åren 1966/1967 kunde man börja ana en schism inom låstskrivartrion Clarke/Hicks/Nash. Graham Nash blev mer och mer intresserad av att utvidga gruppens musikaliska vyer och experimentera med psykedeliska och exotiska element. Allan Clarke och Tony Hicks var å sin sida egentligen mer intresserade av att fortsätta spela gruppens traditionella pop och rock'n'roll. Denna konflikt blir som tydligast på Butterfly, det album mest färgat av Nash's experimentlusta, men det faktum att de båda inriktningarna lyckas komplettera varandra bidrar till albumets charm. Meningsskiljaktigheterna om gruppens artistiska utveckling intensifierades dock, och Butterfly skulle visa sig vara det sista Hollies-album som Nash medverkade på.  Han lämnade bandet 1968 för att istället förverkliga sin vision med Crosby, Stills & Nash.

## Låtlista
Sida 1
1. "Dear Eloise" (Allan Clarke, Tony Hicks, Graham Nash) – 3:04
2. "Away Away Away" (Nash) – 2:19
3. "Maker" (Nash) – 2:52
4. "Pegasus" (Hicks) – 2:38
5. "Would You Believe" (Clarke) – 4:08
6. "Wishyouawish" (Clarke, Nash) – 2:04

Sida 2
1. "Postcard" (Nash) – 2:17
2. "Charlie And Fred" (Clarke, Nash) – 2:56
3. "Try It" (Clarke, Nash) – 3:04
4. "Elevated Observations?" (Clarke, Hicks, Nash) – 2:32
5. "Step Inside" (Clarke, Hicks, Nash) – 2:51
6. "Butterfly" (Nash) – 2:42

## LåtlistaDear Eloise / King Midas in Reverse
Sida 1
1. "Dear Eloise" (Clarke, Hicks, Nash) – 2:3:
2. "Wishyouawish" (Clarke, Nash) – 1:58
3. "Charlie and Fred" (Clarke, Nash) – 2:56
4. "Butterfly" (Nash) – 2:42
5. "Leave Me" (Clarke, Hicks, Nash) – 2:06
6. "Postcard" (Nash) – 2:04

Sida 2
1. "King Midas in Reverse" (Clarke, Hicks, Nash) – 3:07
2. "Would You Believe?" (Clarke) – 3:02
3. "Away Away Away" (Nash) – 2:19
4. "Maker" (Nash) – 2:33
5. "Step Inside" (Clarke, Hicks, Nash) – 2:52

## Medverkande
- Allan Clarke – sång, munspel
- Tony Hicks – sologitarr, sång
- Graham Nash – rytmgitarr, sång
- Bobby Elliott – trummor
- Bernie Calvert – basgitarr